# ヨンパラ FUTUREゲームバトル
『ヨンパラ FUTUREゲームバトル』（ヨンパラ フューチャーゲームバトル、略称：ヨンパラ）は、TBSと一部の系列局で放送されていたバラエティ番組。Faithグループの一社提供。

## 概要
AKB48からの派生ユニット・Not yetのレギュラー番組。公式サイト等では冠番組としているが、番組名に出演者の名前が入っていないので冠番組ではない。忙しさゆえに集まれずそれぞれ違う場所にいるメンバーとSkypeで中継し、司会の劇団ひとり進行のもとメンバーがゲームで対戦する。勝者には「ヨンパラ金貨」が与えられ、10枚貯まった者は願いが叶えられる。
開始当初はSkypeのビデオ通話をそのまま放送で使用していたため、Not yetの映像の画質が悪いとして番組中でもネタになっていた（指原莉乃曰く「正直かなり破天荒な感じだった」と述懐している）。これを受けて2011年11月21日放送分からは、中継をSkypeで行う一方で、収録は放送用にハイビジョンカメラで別撮りするという形になっている。
2012年3月26日未明（25日深夜）放送分の1時間スペシャルを最後に番組は終了となった。放送期間は半年間、収録回数はまとめ撮りのため6回であった。

## 出演者
- Not yet（大島優子、北原里英、指原莉乃、横山由依）
- 劇団ひとり

## スタッフ
- 企画：秋元康、平澤創
- 構成：鮫肌文殊、林賢一
- 協力：フューチャーセブン、HP、太田プロダクション、AKS
- 技術協力：プロカム、CCFactory、ale
- 編集：奥山雄高
- MA：高橋友樹
- 音効：大久保吉久
- 編成：奥本恵巳
- AD：山崎貴完、土谷朋未
- ディレクター：永松近也
- プロデューサー：松村匠、矢島文貴
- 製作：ウッドオフィス、TBS

## 主題歌
- エンディングテーマ
  - ペラペラペラオ(Not yet)

　　　ペラペラペラオのMVの一部が流れる。

## 収録場所
- 第1回～第4回
  - 大島優子　写真スタジオ
  - 指原莉乃　楽屋
  - 北原里英　レコーディングスタジオ
  - 横山由依　ロケ車
- 第5回～第6回
  - 大島優子　楽屋　
  - 指原莉乃　漫画喫茶(新宿)
  - 北原里英　太田プロ
  - 横山由依　ジョナサン
- 第7回～第9回
  - 大島優子　楽屋
  - 指原莉乃　AKB48CAFE(秋葉原)
  - 北原里英　回転寿司・魚屋路
  - 横山由依　ダンススタジオ
- 第10回～第14回
  - 大島優子　なでしこ寿司(秋葉原)
  - 指原莉乃　AKB48CAFE(秋葉原)
  - 北原里英　猫まるカフェ(上野)
  - 横山由依　旨っカルビ
- 第15回～第18回
  - 大島優子　鉄道カフェ(秋葉原)
  - 指原莉乃　AKB48CAFE(秋葉原)
  - 北原里英　笹塚ボウル(笹塚)
  - 横山由依　美容室(笹塚)
- 第19回～第24回
  - 大島優子　学校カフェ・給食当番(元浅草)
  - 指原莉乃　そっくり館キサラ
  - 北原里英　旗の台つりぼり店
  - 横山由依　番組AD土谷の自宅

## ネット局
| 放送期間 | 放送時間                     | 放送局          | 対象地域   | 備考                      |
| --- | ---------------------------- | --------------- | ---------- | ------------------------- |
| 2011年10月10日 - 2012年3月26日                                                                                    | 月曜 0:50 - 1:20（日曜深夜） | TBSテレビ       | 関東広域圏 | 制作局                    |
| 2011年10月31日 - 2012年4月22日                                                                                    |                              | 大分放送（OBS） | 大分県     | 21日遅れ 指原莉乃の出身地 |
| 2011年11月1日 - 2012年1月24日                                                                                     | 火曜 1:25 - 1:55（月曜深夜） | 熊本放送（RKK） | 熊本県     | 22日遅れ                  |
| 熊本放送では上記の通り打ち切りとなったが、2012年5月15日より再開。火曜0:55 - 1:25（月曜深夜）に月1回放送していた。 |                              |                 |            |                           |

## 反響とその後
- 当番組で横山由依が作り出したモノの一つに『ニローニ』がある。これは2012年が辰年だったことから横山が黄緑色の動物（本人曰く辰だが、実際は蛇に近い）の絵を描いて、その下に漢字で「二〇一二」とピンクのペンで大きく書いたのだが、大島優子がこれを見て「ニローニって何?」と言ってしまったのが発端とされる。2012年6月15日から7月8日まで開催された『AKB48美術部展覧会〜額だけ立派ですいません!〜』（於：3331 Arts Chiyoda）でニローニの原画が展示されていた[4]他、AKB48劇場内のカフェでは「ニローニ丼」[5]「ニローニバーガー」[6]「ニローニ激辛タコライス」[7]がメニューに加えられていた。
  - ちなみに横山のAKB48卒業記念ソング「君がいなくなる12月」（2021年）のMVでは、横山の思い出写真と共にニローニの原画が掲示されている場面がある。
- 倉持明日香は当番組の第2回で大島が「足F1」に挑戦したのを見て[8]「ヨンパラ出るのが目標」と自身のブログで宣言していたが[9]、結局実現出来なかった。
- 仮面女子の元メンバー・坂本舞菜は指原のファンで「ヨンパラも見ていた」と自身のブログで明かしている[10]。
- 北原里英は2020年4月2日にインスタライブを行った際「Not yetの4人でヨンパラみたいなインスタライブをやりたかった。でもインスタライブは3人とか4人とかでは出来ないということを知って、夢は儚く散りました。」と述懐している[11]。

## 関連商品

### DVD
- ヨンパラ FUTURE ゲームバトル DVD Vol.1〜4（2012年7月27日、発売元：TBS、販売元：フェイス）
- ヨンパラ FUTURE ゲームバトル BOX1 DVD（2012年7月27日、発売元：TBS、販売元：フェイス）
- ヨンパラ FUTURE ゲームバトル DVD Vol.5〜8（2012年9月14日、発売元：TBS、販売元：フェイス）
- ヨンパラ FUTURE ゲームバトル BOX2 DVD（2012年9月14日、発売元：TBS、販売元：フェイス）